# Unione Sportiva Salernitana 1919 2025-2026
Questa voce raccoglie le informazioni riguardanti l'Unione Sportiva Salernitana nelle competizioni ufficiali della stagione 2025-2026.

## Stagione
Dopo circa un decennio, la Salernitana ritorna a calcare i campi di terza serie, a causa della doppia retrocessione consecutiva, evento mai patito in precedenza in 106 anni di storia calcistica.
Il patron  Iervolino, per tentare di risalire la china, sceglie di rifondare completamente i ranghi tecnici, ingaggiando il direttore sportivo Daniele Faggiano dal  Catania  ed il tecnico Giuseppe Raffaele, artefice del miracolo  Cerignola nella stagione precedente.
Faggiano rivoluziona completamente l'organico della squadra, nonostante il solito diktat societario di vendere prima di acquistare onde alleggerire il gravoso monte ingaggi. Arrivano diversi calciatori di qualità ed esperienza, tra cui Achik e Capomaggio, pupilli del tecnico Raffaele, richiesti espressamente da quest'ultimo.
Tra i pochi a salvarsi dall'epurazione c'è l'ex amministratore delegato Maurizio Milan, che viene anzi promosso alla carica di presidente del Consiglio di Amministrazione, in luogo dell'esautorato Roberto Busso.
Il consueto ritiro di precampionato si svolge a Cascia prima (dal 14 al 30 luglio) e Norcia poi (a partire dal 1 agosto) . Il 20 luglio a Cascia va in scena la prima amichevole stagionale, contro i dilettanti dell’Alba Cittareale Alto Lazio, militanti in Prima Categoria. Il test si conclude 9-0 a favore dei granata grazie alle doppiette di Villa e Cirillo, le realizzazioni di Ferrari, Inglese, Capomaggio e Varone e l'autorete di Keita.
Più probanti i successivi impegni: quello del 24 luglio, sostenuto contro il Giulianova, compagine militante in Serie D, e vinto grazie ad una doppietta di Inglese (2-1 il punteggio finale) e, soprattutto, quello del 27 luglio contro la pari categoria Vis Pesaro, regolata per 2-0 grazie alle marcature di Achik e Matino.
Il 10 agosto, davanti a poco più di quattromila spettatori, allo Stadio Arechi i granata affrontano la Reggina, in una gara valevole per la quarta edizione del Trofeo Iervolino, vincendo grazie ad una rete del neoacquisto Ismail Achik, uno dei pupilli del tecnico Raffaele, al 50'. Prima della partita, viene rinnovato l'ormai storico gemellaggio tra le due tifoserie all'esterno dell'impianto ed esposto uno striscione contro il presidente della FIGC Gabriele Gravina.
I granata falliscono subito il primo obiettivo stagionale, venendo eliminati al primo turno della Coppa Italia di Serie C per mano del Sorrento. La partita si disputa il 17 agosto allo Stadio Arechi, nel posticipo serale del lunedì alle 21:00, a porte chiuse, in seguito ai provvedimenti disciplinari adottati per i disordini scoppiati durante la gara di playout contro la Sampdoria dello scorso giugno. Dopo i tempi regolamentari, il risultato è di 1-1: botta e risposta negli ultimi 10 minuti, con il goal di Inglese all'83' che pareggia il momentaneo vantaggio dei costieri siglato da Russo appena quattro minuti prima. Si va quindi ai calci di rigore, dove gli errori dello stesso Inglese e di Ferrari dal dischetto decretano l'eliminazione dei granata, sancita dal penalty decisivo realizzato da Potenza per gli ospiti. 
Nel dopopartita, durante la consueta conferenza stampa, polemiche dichiarazioni del tecnico Raffaele, che bussa ancora una volta a rinforzi alla Società.

## Divise e sponsor
Il fornitore tecnico per la stagione 2025-2026 è Puma, mentre gli sponsor uffici Alla fine dei tempi regolamentari il risultato è di 1-1, con il goal di Inglese all'84' che pareggia il momentaneo vantaggio dei costieri siglato da Russo al 79'. Si va quindi ai calci di rigore, dove gli errori dello stesso Inglese e di Ferrari decretano l'eliminazione dei granata.la fine dei tempi regolamentari il risultato è di 1-1, con il goal di Inglese all'84' che pareggia il vantaggio dei costieri siglato da Russo al 79'. Si va ai calci di rigore, dove gli errori dello stesso Inglese e di Ferrari decretano l'eliminazione dei granata.uppo Noviello (main sponsor), DianFlex (second sponsor).
| Casa | Trasferta | Terza divisa |

## Maglie
Per la nuova stagione, la società opta per un ritorno all'antico, rispolverando la maglia granata con banda verticale bianca sulle spalle, che in precedenza era stata utilizzata un una sola occasione: nel campionato 1983-84 di Serie C1.

## Organigramma societario
- CONSIGLIO D'AMMINISTRAZIONE:

PRESIDENTE: Maurizio MILAN
AMMINISTRATORE DELEGATO: Umberto PAGANO
CONSIGLIERE: Aniello ANNUNZIATA
- AREA SPORTIVA:

DIRETTORE SPORTIVO: Daniele FAGGIANO
SEGRETARIO SPORTIVO: Christian ROMANAZZI
SEGRETARIA AGONISTICA: Gabriella BORGIA
- AREA COMUNICAZIONE:

RESPONSABILE UFFICIO STAMPA: Alfonso Maria AVAGLIANO
SOCIAL: Andrea CREDENDINO
- SETTORE GIOVANILE:

SUPERVISORE: Gennaro ALFANO
RESPONSABILE SETTORE GIOVANILE: Cristoforo BARBATO
SEGRETARIO: Sergio LEONI
- SETTORE FEMMINILE:

RESPONSABILE: Luigi GENOVESE
ALLENATORE: Rodolfo Vanoli 

## Rosa
| N. |                      | Ruolo | Calciatore          |
| -- | -------------------- | ----- | ------------------- |
|    | Italia (bandiera)    | P     | Antonio Donnarumma  |
|    | Italia (bandiera)    | P     | Marco Guacci        |
|    | Italia (bandiera)    | P     | Luigi Sepe          |
|    | Italia (bandiera)    | P     | Federico Brancolini |
|    | Italia (bandiera)    | D     | Armando Anastasio   |
|    | Italia (bandiera)    | D     | Eddy Cabianca       |
|    | Italia (bandiera)    | D     | Mauro Coppolaro     |
|    | Austria (bandiera)   | D     | Flavius Daniliuc    |
|    | Serbia (bandiera)    | D     | Vladimir Golemić    |
|    | Italia (bandiera)    | D     | Emmanuele Matino    |
|    | Italia (bandiera)    | D     | Luca Villa          |
|    | Italia (bandiera)    | D     | Joshua Vuillermoz   |
|    | Italia (bandiera)    | C     | Edoardo Belfiore    |
|    | Argentina (bandiera) | C     | Galo Capomaggio     |

| N. |                        | Ruolo | Calciatore            |
| -- | ---------------------- | ----- | --------------------- |
|    | Paesi Bassi (bandiera) | C     | Kees de Boer          |
|    | Italia (bandiera)      | C     | Rocco Di Vico         |
|    | Italia (bandiera)      | C     | Antonio Pio Iervolino |
|    | Polonia (bandiera)     | C     | Mateusz Łęgowski      |
|    | Italia (bandiera)      | C     | Giulio Maggiore       |
|    | Italia (bandiera)      | C     | Franco Tongya         |
|    | Italia (bandiera)      | C     | Ivan Varone           |
|    | Marocco (bandiera)     | A     | Ismail Achik          |
|    | Italia (bandiera)      | A     | Luca Boncori          |
|    | Argentina (bandiera)   | A     | Franco Ferrari        |
|    | Italia (bandiera)      | A     | Roberto Inglese       |
|    | Italia (bandiera)      | A     | Michael Liguori       |

## Calciomercato

### Sessione estiva (dall'1/7 all'1/9)
| Acquisti         | Acquisti              | Acquisti           | Acquisti      |
| R.               | Nome                  | da                 | Modalità      |
| ---------------- | --------------------- | ------------------ | ------------- |
| P                | Federico Brancolini   | Empoli             | definitivo    |
| P                | Antonio Donnarumma    | Torino             | definitivo    |
| D                | Armando Anastasio     | Catania            | svincolato    |
| D                | Eddy Cabianca         | Cremonese          | prestito      |
| D                | Mauro Coppolaro       | Modena             | svincolato    |
| D                | Emmanuele Matino      | Bari               | definitivo    |
| D                | Marlon Ubani          | Lecce              | prestito      |
| D                | Luca Villa            | Padova             | svincolato    |
| C                | Galo Capomaggio       | Audace Cerignola   | definitivo    |
| C                | Kees de Boer          | Ternana            | svincolato    |
| C                | Borna Knezović        | Sassuolo           | prestito      |
| C                | Ivan Varone           | Ascoli             | svincolato    |
| A                | Ismail Achik          | Bari               | definitivo    |
| A                | Franco Ferrari        | Vicenza            | svincolato    |
| A                | Roberto Inglese       | Catania            | svincolato    |
| A                | Michael Liguori       | Padova             | svincolato    |
| Altre operazioni |                       |                    |               |
| R.               | Nome                  | da                 | Modalità      |
| P                | Vincenzo Fiorillo     | Carrarese          | fine prestito |
| D                | Domagoj Bradarić      | Verona             | fine prestito |
| D                | Flavius Daniliuc      | Verona             | fine prestito |
| D                | Matteo Lovato         | Sassuolo           | fine prestito |
| D                | Junior Sambia         | Empoli             | fine prestito |
| C                | Antonio Pio Iervolino | Żabbar St. Patrick | fine prestito |
| C                | Grīgorīs Kastanos     | Verona             | fine prestito |
| C                | Mateusz Łęgowski      | Yverdon            | fine prestito |
| A                | Nicola Dalmonte       | Catania            | fine prestito |

| Cessioni         | Cessioni            | Cessioni         | Cessioni      |
| R.               | Nome                | a                | Modalità      |
| ---------------- | ------------------- | ---------------- | ------------- |
| P                | Oliver Christensen  | Fiorentina       | fine prestito |
| D                | Dylan Bronn         | Servette         | svincolato    |
| D                | Tommaso Corazza     | Bologna          | fine prestito |
| D                | Gian Marco Ferrari  |                  | svincolato    |
| D                | Davide Gentile      | Fiorentina       | fine prestito |
| D                | Paweł Jaroszyński   |                  | svincolato    |
| D                | Lilian Njoh         | Servette         | definitivo    |
| D                | Fabio Ruggeri       | Lazio            | fine prestito |
| D                | Junior Sambia       |                  | svincolato    |
| D                | Petar Stojanović    | Empoli           | fine prestito |
| C                | Lorenzo Amatucci    | Fiorentina       | fine prestito |
| C                | Fabrizio Caligara   | Sassuolo         | fine prestito |
| C                | Paolo Ghiglione     | Padova           | prestito      |
| C                | Stefano Girelli     | Sampdoria        | fine prestito |
| C                | Juan Cruz Guasone   | Estudiantes (LP) | fine prestito |
| C                | Ajdin Hrustić       | Heracles Almelo  | svincolato    |
| C                | Luka Lochoshvili    | Cremonese        | fine prestito |
| C                | Jeff Reine-Adélaïde | Heracles Almelo  | svincolato    |
| C                | Roberto Soriano     |                  | svincolato    |
| C                | Andrés Tello        |                  | svincolato    |
| C                | Federico Zuccon     | Atalanta         | fine prestito |
| A                | Jayden Braaf        | Verona           | fine prestito |
| A                | Alberto Cerri       | Como             | fine prestito |
| A                | Antonio Raimondo    | Bologna          | fine prestito |
| A                | Simy                |                  | svincolato    |
| A                | Daniele Verde       | Spezia           | fine prestito |
| A                | Szymon Włodarczyk   | Sturm Graz       | fine prestito |
| Altre operazioni |                     |                  |               |
| R.               | Nome                | a                | Modalità      |
| P                | Vincenzo Fiorillo   | Carrarese        | svincolato    |
| D                | Domagoj Bradarić    | Verona           | definitivo    |
| D                | Matteo Lovato       | Empoli           | definitivo    |
| C                | Grīgorīs Kastanos   | Verona           | definitivo    |
| A                | Nicola Dalmonte     | Trento           | definitivo    |

## Risultati

### Serie C

#### Girone d'andata
| Salerno 25 agosto 2024, ore 21:00 CEST 1ª giornata | Salernitana | – | Siracusa | Stadio Arechi |

| Cosenza 31 agosto 2024, ore 21:00 CEST 2ª giornata | Cosenza | – | Salernitana | Stadio San Vito-Gigi Marulla |

### Coppa Italia Serie C
| Arbitro: | Di Reda (Molfetta) |

|                                               |                      |                                      |
| Inglese 83’                                   | Marcatori            | 79’ Russo                            |
| Inglese Knezović Capomaggio Ferrari Anastasio | Tiri di rigore 3 – 4 | D'Ursi Ricciardi Franco Shaw Potenza |

## Statistiche

### Statistiche di squadra
| Competizione         | Punti | In casa | In casa | In casa | In casa | In casa | In casa | In trasferta | In trasferta | In trasferta | In trasferta | In trasferta | In trasferta | Totale | Totale | Totale | Totale | Totale | Totale | D.R. |
| Competizione         | Punti | G       | V       | N       | P       | Gf      | Gs      | G            | V            | N            | P            | Gf           | Gs           | G      | V      | N      | P      | Gf     | Gs     | D.R. |
| -------------------- | ----- | ------- | ------- | ------- | ------- | ------- | ------- | ------------ | ------------ | ------------ | ------------ | ------------ | ------------ | ------ | ------ | ------ | ------ | ------ | ------ | ---- |
| Serie C              |       |         |         |         |         |         |         |              |              |              |              |              |              |        |        |        |        |        |        |      |
| Coppa Italia Serie C | -     | 1       | 0       | 1       | 0       | 1       | 1       | 0            | 0            | 0            | 0            | 0            | 0            | 1      | 0      | 1      | 0      | 1      | 1      | 0    |
| Totale               |       |         |         |         |         |         |         |              |              |              |              |              |              |        |        |        |        |        |        |      |

### Andamento in campionato
| Giornata  | 1 | 2 | 3 | 4 | 5 | 6 | 7 | 8 | 9 | 10 | 11 | 12 | 13 | 14 | 15 | 16 | 17 | 18 | 19 | 20 | 21 | 22 | 23 | 24 | 25 | 26 | 27 | 28 | 29 | 30 | 31 | 32 | 33 | 34 | 35 | 36 | 37 | 38 |
| --------- | - | - | - | - | - | - | - | - | - | -- | -- | -- | -- | -- | -- | -- | -- | -- | -- | -- | -- | -- | -- | -- | -- | -- | -- | -- | -- | -- | -- | -- | -- | -- | -- | -- | -- | -- |
| Luogo     | C | T |   |   |   |   |   |   |   |    |    |    |    |    |    |    |    |    |    |    |    |    |    |    |    |    |    |    |    |    |    |    |    |    |    |    |    |    |
| Risultato |   |   |   |   |   |   |   |   |   |    |    |    |    |    |    |    |    |    |    |    |    |    |    |    |    |    |    |    |    |    |    |    |    |    |    |    |    |    |
| Posizione |   |   |   |   |   |   |   |   |   |    |    |    |    |    |    |    |    |    |    |    |    |    |    |    |    |    |    |    |    |    |    |    |    |    |    |    |    |    |

Legenda:

Luogo: C = Casa; T = Trasferta. Risultato: V = Vittoria; N = Pareggio; P = Sconfitta.